# Il postino
Il Postino (bra: O Carteiro e o Poeta; prt: O Carteiro de Pablo Neruda) é um filme belgo-franco-italiano de 1994, do gênero comédia dramático-romântica, dirigido por Michael Radford, com roteiro de Anna Pavignano, Furio Scarpelli, Giacomo Scarpelli, Massimo Troisi e do próprio diretor baseado no livro Il Postino, de Antonio Skármeta. 
Uma primeira versão do roteiro, feita por Troisi, já havia sido realizada em 1983. O livro e a primeira versão do roteiro se passavam no Chile, por volta de 1970, quando Neruda vivia em Isla Negra. Na versão mostrada em Il Postino, a história se passa na Itália nos anos 1950.[carece de fontes?]

## Sinopse
Por razões políticas o poeta Pablo Neruda se exila em uma ilha na Itália. Lá, um desempregado quase analfabeto é contratado como "carteiro" extra, encarregado de cuidar da correspondência do poeta. Gradativamente se forma uma sólida amizade entre os dois. O carteiro Mario, aos poucos, aprende a escrever seus sentimentos por Beatrice, e Neruda ganha, em troca, um ouvinte compreensivo para suas lembranças saudosas do Chile.[carece de fontes?]

## Prêmios e indicações
Oscar 1996 (EUA)
- Venceu - Melhor trilha sonora original[3]
- Indicado
  - Melhor filme[3]
  - Melhor ator (Massimo Troisi)[3]
  - Melhor diretor[3]
  - Melhor roteiro adaptado[3]

Academia Japonesa de Cinema 1997 (Japão)
- Venceu - Melhor filme estrangeiro[carece de fontes?]

BAFTA 1996 (Reino Unido)
- Venceu
  - Melhor filme em língua não inglesa[carece de fontes?]
  - Prêmio Anthony Asquith para música de filme[carece de fontes?]
  - Prêmio David Lean de direção[carece de fontes?]
- Indicado
  - Melhor ator (Massimo Troisi)[carece de fontes?]
  - Melhor roteiro adaptado[carece de fontes?]

Prêmio David di Donatello 1995 (Itália)
- Venceu - Melhor edição[carece de fontes?]
- Indicado - Melhor música[carece de fontes?]

Premios Sant Jordi 1996 (Espanha)
- Venceu - Melhor filme estrangeiro[carece de fontes?]

Mostra Internacional de Cinema de São Paulo 1995 (Brasil)
- Venceu - Prêmio da Audiência: melhor filme[carece de fontes?]